# Каминьск (Варминьско-Мазурское воеводство)
Каминьск (пол. Kamińsk, нем. Stablack-Süd, Штаблак-Зюд) — село и солецтво в Польше на территории гмины Гурово-Илавецке Бартошицкого повета Варминьско-Мазурского воеводства.
В селе располагается Тюрьма для преступников-рецидивистов, в которой является Часовня Святой Варвары Польской Православной церкви.
Имеется центр отдыха с канатным парком.

## История
Рядом с селом в 1934—1945 годах действовал немецкий военный полигон и лагерь для военнопленных Шталаг 1А Штаблак, вторая часть которого располагалась недалеко от посёлка Долгоруково в Багратионовском районе Калининградской области.
С 1975 по 1998 год село входило в упразднённое Ольштынское воеводство.